# Herz-Thorax-Quotient

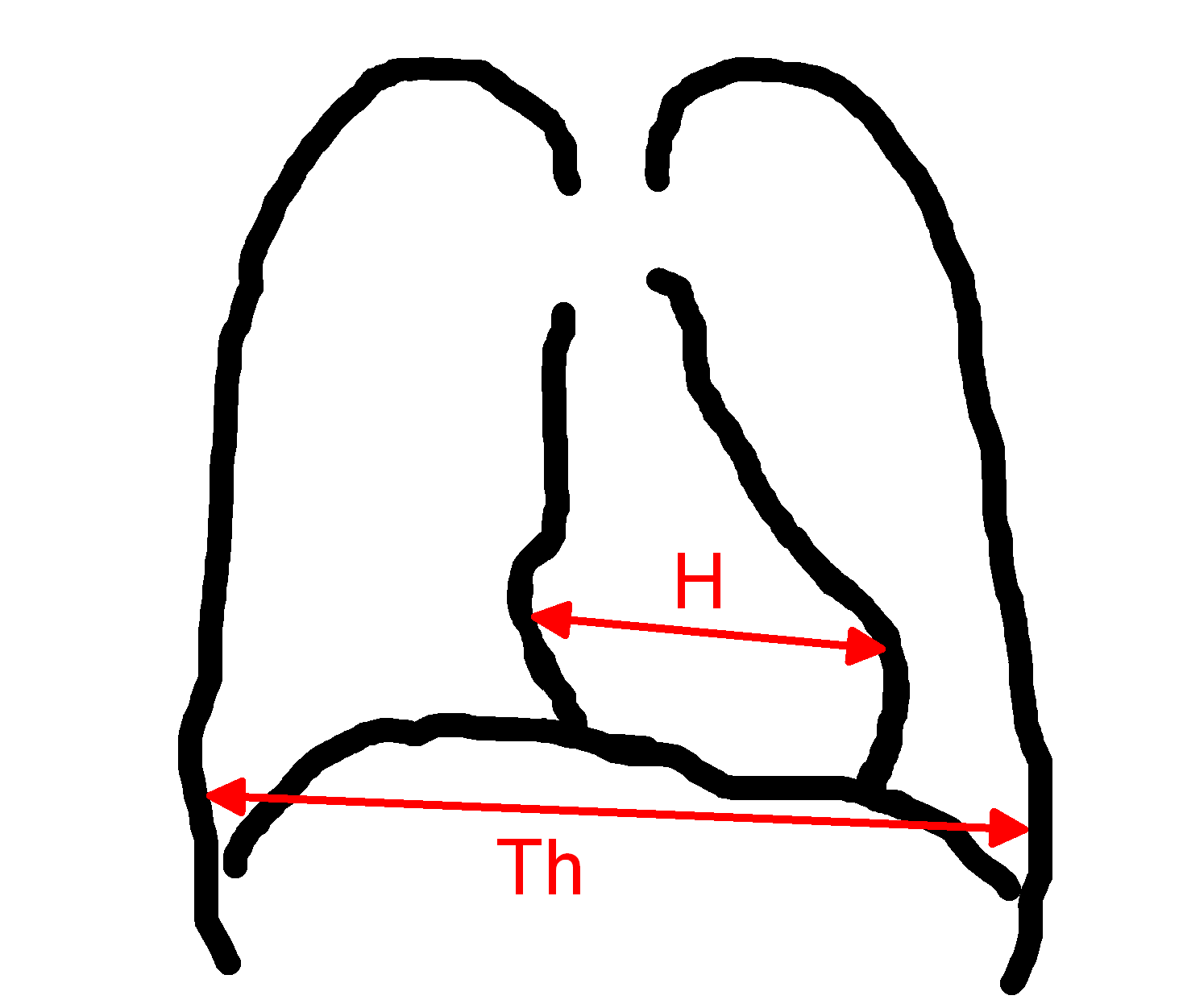
Schema zur Bestimmung des Herz-Thorax-Quotienten (verbreitete Methode): HTQ=H/Th. (H: Querdurchmesser des Herzens; Th:Querdurchmesser des Thorax, gemessen am inneren Rippenrand an der breitesten Stelle)

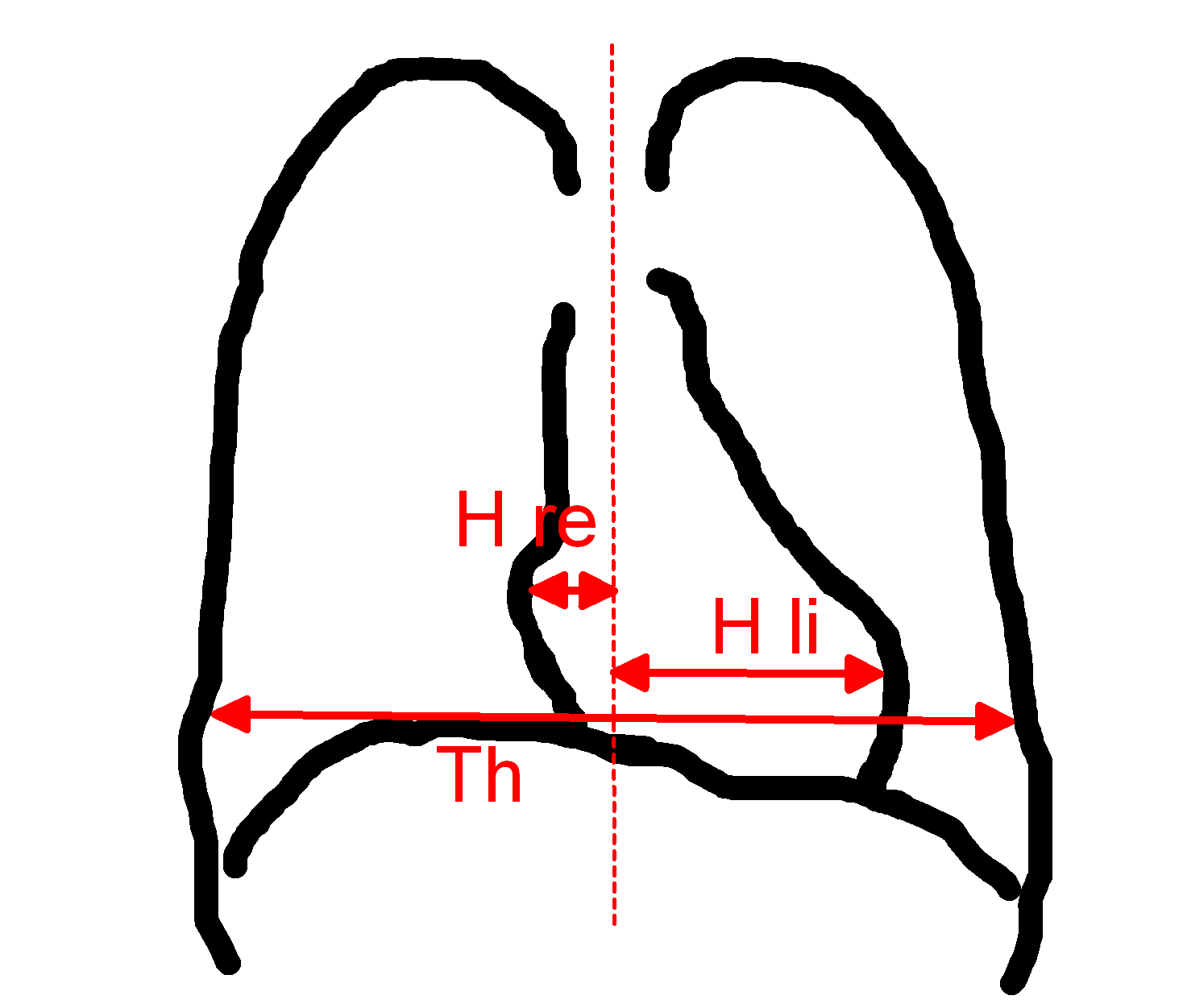
Schema zur Bestimmung des Herz-Thorax-Quotienten (alternative Methode): HTQ=(H re + H li)/Th (H re: Querdurchmesser des Herzens von der Mittellinie nach rechts gemessen, H li: Querdurchmesser des Herzens von der Mittellinie nach links gemessen; Th:Querdurchmesser des Thorax, gemessen am inneren Rippenrand auf Höhe der rechten Zwerchfell-Kuppe)

Der Herz-Thorax-Quotient (HTQ, auch CTR nach dem englischen „cardio-thoracic ratio“) ist eine einfache Methode zur orientierenden Beurteilung der Herzgröße des Menschen im Röntgenbild des Brustkorbs, aufgenommen in p.a.-Projektion im Stehen in tiefer Inspiration. In der Tiermedizin wird die Herzgröße zumeist mit dem Vertebral Heart Score eingeschätzt.

## Vorgehensweise
Für die Bestimmung des HTQs werden der Querdurchmesser des Herzens und der des Thorax (Brustkorb) an der breitesten Stelle gemessen, beim Thorax am Innenrand der Rippen, und das Verhältnis gebildet.
Werte über 0,5 gelten als krankhaft und entsprechen einer Vergrößerung des Herzens. Der Herz-Thorax-Quotient ist jedoch unspezifisch; er sagt nichts darüber aus, welche Anteile des Herzens vergrößert sind, und lässt für sich genommen auch keinen Rückschluss auf die Ursache zu. Außerdem wird der Wert z. B. durch Anomalien des Brustkorbs wie einem Fass-Thorax oder einer Wirbelsäulen-Verkrümmung (Skoliose) beeinflusst.
Bei Röntgen-Aufnahmen der Lunge im Liegen ist es nicht sinnvoll, den Herz-Thorax-Quotienten mit dieser Methode zu bestimmen, da diese Aufnahmen in der Regel in a.p.-Projektion angefertigt werden. Aufgrund des Strahlenganges erscheint das Herz im Bild größer. Außerdem ist bei bettlägerigen Patienten die tiefe Inspiration häufig nicht möglich, was zu einer Stauchung der Thorax-Organe führt. Das Herz wird dabei breiter dargestellt.
Bei einer alternativen Methode zur Bestimmung des Herz-Thorax-Quotienten wird statt des Querdurchmessers des gesamten Herzens die Ausdehnung von der Mittellinie nach rechts bzw. links an der jeweils breitesten Stelle gemessen und addiert, der Querdurchmesser des Thorax wird auf Höhe der rechten Zwerchfell-Kuppe bestimmt.